# Змінні типу SW Секстанта
Змінні типу SW Секстанта — це один з типів катаклізмічних змінних зір; це подвійні зорі в яких речовина червоного карлика поступово перетікає в акреційний диск навколо білого карлика. На відміну від інших не магнітних катаклізмічних змінних, емісійні лінії гелію і гідрогену не подвійні, крім вузької частини близько 0.5 фази їх орбіти. Червоний карлик закриває білий карлик і центральну частину акреційного диску.

## Характеристики
Змінні типу SW Секстанта мають орбітальний період від 2.8 до 4 годин. Їх спектр схожий на спектр карликових нових зір під час спалаху. Речовина з червоного карлика постійно перетікає в акреційний диск, де внаслідок тертя випромінює в оптичному діапазоні.
Присутні емісійні лінії гідрогену(серії Бальмера) і гелію, і вони не подвійні(як можна було припустити виходячи з Доплерівського зсуву світла випроміненого з двох протилежних країв диску, що швидко обертається). В ультрафіолетовому діапазоні, можна спостерігати емісійні лінії від білого карлика, які вказують на вищу температуру ніж звичайно, що означає швидкий темп акреції. Крім того радіальна швидкість змінних типу SW Секстанта, визначена з емісійних ліній спектра акреційного диска не збігається з радіальною швидкістю визначеною зі спектра білого карлика.